# Nahid Shahalimi
Nahid Shahalimi (* 1973 in Kabul, Afghanistan) ist eine kanadisch-afghanische Künstlerin, Autorin, Filmemacherin und Menschenrechtsaktivistin.

## Leben und Werk
Nahid Shahalimi wuchs als eine der vier Töchter von Abdul Hakim Shahalimi, einem einflussreichen Politiker, in der High Society von Kabul auf. 1981, kurz vor ihrem achten Geburtstag, starb der Vater, was das Leben der Familie dramatisch veränderte. Nach teilweiser Enteignung und Drohungen entschloss sich die Witwe, mit den Töchtern ins Ausland zu fliehen. Nach einer beschwerlichen Reise zu Fuß über die Berge nach Pakistan flohen sie letztlich nach Québec, Kanada. In Montreal studierte Shahalimi Internationale Politik und Bildende Kunst und spielte in Kanadas Volleyball-Nationalmannschaft.
Nahid Shahalimi spricht Englisch, Deutsch, Französisch, Dari, Persisch, Spanisch und Urdu. Heute lebt sie mit ihren beiden Töchtern in München.
Für ihre Buch- und Filmprojekte reiste sie seit 2011 regelmäßig für Interviews, Film- und Fotoaufnahmen nach Afghanistan. Gemeinsam mit anderen afghanischen Frauen hat sie in den vergangenen Jahren in New York, Brüssel und Genf bei internationalen Institutionen vorgesprochen und vor dem Vormarsch der Taliban gewarnt und gefordert, dass Frauen am Friedensprozess beteiligt werden müssen. Laut Shahalimi ist dies auch bei den 2021 stattfindenden Gesprächen der Fall, da in Doha weiterhin nur Männer am Verhandlungstisch sitzen würden.
Shahalimi ist Gründerin der internationalen Kampagne Stand up For Unity, Gründerin und Vorsitzende der Hope Foundation for Women and Children in Afghanistan (HOFA) und Mitglied im Nationalkomitee von UNICEF Deutschland.
Nahid Shahalimi wird in dem internationalen Buch- und Ausstellungsprojekt 200 Frauen porträtiert. Sie ist Mitgründerin des PEN Berlin.

## Filmografie
- 2018: We the Women of Afghanistan: A Silent Revolution, Dokumentarfilm[7]

## Bücher
- We The Women – Germany, Selbstverlag, 2014
- Wo Mut die Seele trägt: Wir Frauen in Afghanistan, Elisabeth Sandmann Verlag, München 2017, ISBN 978-3945543160
- Wir sind noch da!: Mutige Frauen aus Afghanistan, Elisabeth Sandmann Verlag, München 2021, ISBN 978-3945543566

## Presse
- https://filmfreeway.com/nahidshahalimi
- https://www.gettyimages.com/photos/nahid-shahalimi
- https://www.ozy.com/performance/nahid-shahalimis-plea-for-tolerance/40455